# Sumitomo Mitsui Trust Holdings
Sumitomo Mitsui Trust Holdings, Inc. (三井住友トラスト・ホールディングス株式会社 Mitsui Sumitomo Torasuto Hōrudingusu Kabushiki Gaisha) er en japansk bank- og finanskoncern med hovedkvarter i Tokyo.
De tilbyder et bredt sortiment af finansielle produkter til private og erhverv, hvor de fokuserer på kapitalforvaltning, værdipapirhandel og fast ejendom.
Deres primære datterselskab er Sumitomo Mitsui Trust Bank, Limited (三井住友信託銀行株式会社 Mitsui Sumitomo Shintaku Ginkō Kabushiki Gaisha).